# Clove
Das Clove oder Nail war ein englisches Gewichtsmaß und wurde vorrangig für Wolle genommen. 

## Wolle
- 1 Clove = ½ Stone = 7 Pfund Avoirdupois = 3126 4/5 Gramm (oder auch 3,17475 Kilogramm[1])
- 4 Cloves (Viertel) = 1 Tod
- 26 Cloves = 1 Wey
- 52 Cloves = 1 Sack
- 624 Cloves = 1 Load/Last

## Sonstige Waren
Werte für Butter und Käse
- 1 Clove = 8 Pfund Avoirdupois

Beachte: Nail war auch ein niederländisches Gewichtsmaß von 2812 ½ Gramm.